# Pojo Ch’ejing
Pojo Ch'ejing (ur. 804, zm. 880) – koreański mistrz sŏn z IX w.

## Życiorys
Pochodził z potężnego prowincjonalnego klanu Kimów. Był uczniem mistrza sŏn Uksunga Yŏmgŏ z jednej z 9 górskich szkół sŏn kaji.
W 837 r. udał się do Chin, z których powrócił w 840 r., twierdząc, że nie ma nic takiego w chińskim chanie, czego nie byłoby w naukach Toŭi.
Na życzenie króla Hŏnana (pan. 857–861) wybudował w 859 r. klasztor Porim na górze Kaji, w którym został opatem. Zaczął także formalnie czcić mistrza Toŭi jako założyciela szkoły sŏn kaji.
Miał ponad 800 uczniów, spośród których najbardziej znanym był Sŏngak Hyŏngmi. Zarówno mistrz jak i jego uczeń wielkim stopniu przyczynili się do spopularyzowania sŏnu w Silli.

## Linia przekazu Dharmy zen
Pierwsza liczba oznacza liczbę pokoleń mistrzów od 1 Patriarchy indyjskiego Mahakaśjapy.
Druga liczba oznacza liczbę pokoleń od 28/1 Bodhidharmy, 28 Patriarchy Indii i 1 Patriarchy Chin.
Trzecia liczba oznacza początek nowej linii przekazu w danym kraju.
- 35/8 Mazu Daoyi (709-788) szkoła hongzhou
  - 36/9 Xitang Zhizang (729-814)
    - 37/10/1 Wŏnjŏk Toŭi (zm. 825) szkoła kaji – Korea
      - 38/11/2 Yŏmgŏ (zm. 844)
        - 39/12/3 Pojo Ch'ejing (804-880)
          - 40/13/4 Yŏnghye
          - 40/13/4 Ch'ŏnghwan
          - 40/13/4 Uich'a
          - 40/13/4 Sŏngak Hyŏngmi (864-917)
            - 41/14/5 Hanjun
            - 41/14/5 Hwabaek